# Operacja London Bridge

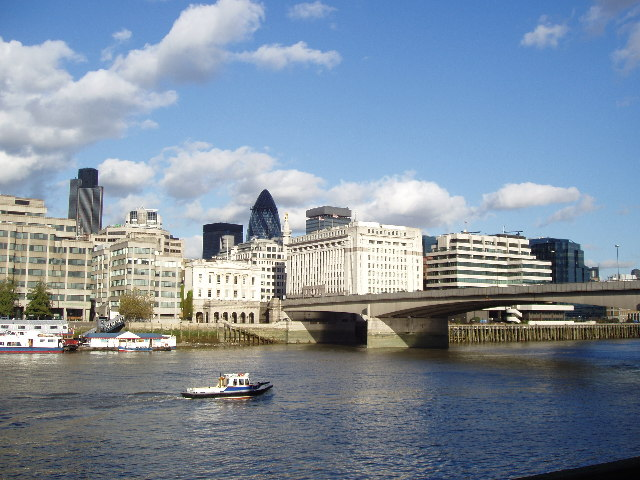
London Bridge, imiennik planu

Operacja London Bridge – plan działań przewidzianych do realizacji po śmierci królowej Elżbiety II. Pierwotnie opracowany w latach 60. XX w. i aktualizowany kilka razy do roku. Procedury ujęte w planie obejmowały instytucje rządowe, kościelne, metropolitarną służbę policji, brytyjskie siły zbrojne oraz media. Niektóre kluczowe decyzje związane z planem zostały podjęte już przez samą królową, a część zarezerwowano do podjęcia jej następcy po jej śmierci. Wszedł w życie w dniu śmierci królowej Elżbiety II – 8 września 2022 roku.

## Geneza
Gdy król Jerzy VI zmarł w 1952 roku, kodową frazą oznaczającą jego zgon było sformułowanie „Hyde Park Corner”. Zamierzeniem jej twórców było ukrycie faktu śmierci króla przed operatorami centrali telefonicznej Pałacu Buckingham, wykorzystywanej do poinformowania członków rządu, znających znaczenie wyrażenia.
Plan pogrzebowy dla Królowej Matki, o kryptonimie Operacja Tay Bridge, ćwiczono przez 22 lata, a w 1997 roku stał się podstawą procedur wdrożonych podczas pogrzebu Diany, księżnej Walii.
Oprócz operacji London Bridge, inne plany pogrzebowe dotyczące śmierci w rodzinie królewskiej również wykorzystują nazwy mostów w Wielkiej Brytanii, np.
- Operacja Tay Bridge, plan pogrzebowy dla Królowej Matki[5],
- Operacja Forth Bridge, plan pogrzebowy dla księcia Edynburga[1],
- Operacja Menai Bridge, plan pogrzebowy dla króla Karola III[6].

## Plan
Prywatnemu sekretarzowi królowej, mającemu być pierwszym urzędnikiem (niebędącym członkiem rodziny królewskiej lub zespołu medycznego), który dowie się o śmierci królowej, wyznaczono zadanie niezwłocznego poinformowania premiera Zjednoczonego Królestwa o tym fakcie, poprzez wygłoszenia właśnie frazy „London Bridge is down”. Specjalna komórka Biura Spraw Zagranicznych oraz Wspólnoty, Global Response Centre przekazać miała tę wiadomość rządom piętnastu innych krajów, których królowa była głową państwa (tzw. Commonwealth realm) oraz rządom innych państw Wspólnoty Narodów, której była zwierzchnikiem.
Na pierwsze ośrodki medialne, które miały dowiedzieć się o śmierci królowej (poprzez system alarmowania radiowego Radio Alert Transmission System), wyznaczono Press Association oraz BBC. Z kolei w studiach innych, komercyjnych stacji radiowych jest umieszczone niebieskie światło, które zapala się tylko wtedy, gdy umrze członek rodziny królewskiej. Po jego zapaleniu dziennikarze mają obowiązek zmienić ton muzyki na bardziej poważną i przygotować się do podania nadchodzącej wiadomości. BBC Two miało zawiesić zaplanowany program i oddać swoją antenę BBC One. BBC News miało wyemitować wcześniej nagraną sekwencję portretów, podczas czego dyżurujący w tym czasie dziennikarze mieli przygotować się do oficjalnego ogłoszenia wiadomości, zakładając ciemne ubrania (krawaty, garsonki itp.) przygotowane specjalnie do tego celu. Według informacji „The Guardian”, „The Times” przygotował materiały na jedenaście dni żałoby, a ITN i Sky News nieustannie przeprowadzały próby ogłoszenia jej śmierci, zastępując imię królowej frazą „Pani Robinson”.
Wyznaczono osoby do wywieszenia komunikatu o śmierci monarchy na bramie Pałacu Buckingham. Zaplanowano także równoczesne z wywieszeniem komunikatu, opublikowanie go na stronie internetowej pałacu. Zaplanowano wezwanie członków Parlamentu Zjednoczonego Królestwa do Londynu, a także zebranie posłów na specjalne posiedzenie w ciągu kilku godzin po śmierci królowej.
Dzień po śmierci królowej Rada Akcesyjna powinna zgromadzić się w pałacu św. Jakuba, aby oznajmić wstąpienie na tron nowego monarchy. Tego samego dnia wieczorem złożyć przysięgę wierności nowemu monarsze powinien parlament.
W zależności od miejsca, w którym monarchini umrze, zaplanowano różne sposoby przetransportowania jej trumny. Jeśli śmierć królowej miałaby miejsce na zamku Windsor lub w Sandringham House, trumna w ciągu kilku godzin zostałaby przywieziona samochodem do Pałacu Buckingham. W przypadku śmierci królowej za granicą, zostałaby przetransportowana samolotem 32. Eskadry Królewskiej (No. 32 Squadron RAF). Samolot z jej ciałem wylądowałby w bazie RAF Northolt, a następnie samochodem zostałaby przewieziona do Pałacu Buckingham. Na wypadek śmierci królowej w Szkocji (na przykład w Pałacu Holyrood lub w Zamku Balmoral), zaplanowano umieszczenie trumny w Pałacu Holyrood, a następnie przeniesienie jej do Katedry św. Idziego w Edynburgu na nabożeństwo żałobne; po nabożeństwie przetransportowanie trumny na stację Waverley i przewiezienie jej pociągiem do Londynu. Niezależnie od sposobu transportu, na miejsce pierwszego umieszczenia trumny w Londynie wyznaczono Salę Tronową w Pałacu Buckingham. Cztery dni po śmierci królowej zaplanowano przeniesienie trumny do Westminster Hall na kolejne cztery dni.
Pogrzeb państwowy zaplanowano na dziewięć dni po śmierci królowej, w Opactwie Westminsterskim, a na złożenie ciała zawczasu przygotowano grób w kaplicy św. Jerzego na zamku Windsor.

### Odpowiednie plany
Kraje, w których Elżbieta II była głową państwa, przygotowały własne, konsultowane z brytyjskimi instytucjami, plany na wypadek śmierci królowej.

#### Australia
Na moment po otrzymaniu przez rząd Australii wiadomości o śmierci, zaplanowano wydanie specjalnego komunikatu wraz z poleceniem, by flagi zostały opuszczone do połowy masztu na następne 10 dni (z wyjątkiem dnia, w którym zostanie ogłoszone wstąpienie na tron nowego monarchy). Po śmierci monarchy Australii oczekuje się, że parlament Australii zbierze się w celu złożenia kondolencji. Przygotowano również przemówienie dla premiera Australii. Gubernatorowi generalnemu Australii powierzono wydanie australijskiej proklamacji ku czci nowego monarchy na specjalnej ceremonii.
Australijskim siłom zbrojnym polecono zorganizowanie salwy honorowej, a także wzięcie udział w ceremoniach odbywających się w Wielkiej Brytanii. Australijski Wysoki Komisarz w Wielkiej Brytanii został zobowiązany do zostania obserwatorem Rady Akcesyjnej. Oprócz Wysokiego Komisarza australijscy członkowie Tajnej Rady Wielkiej Brytanii mają prawo zasiadać w Radzie Akcesyjnej.

#### Kanada

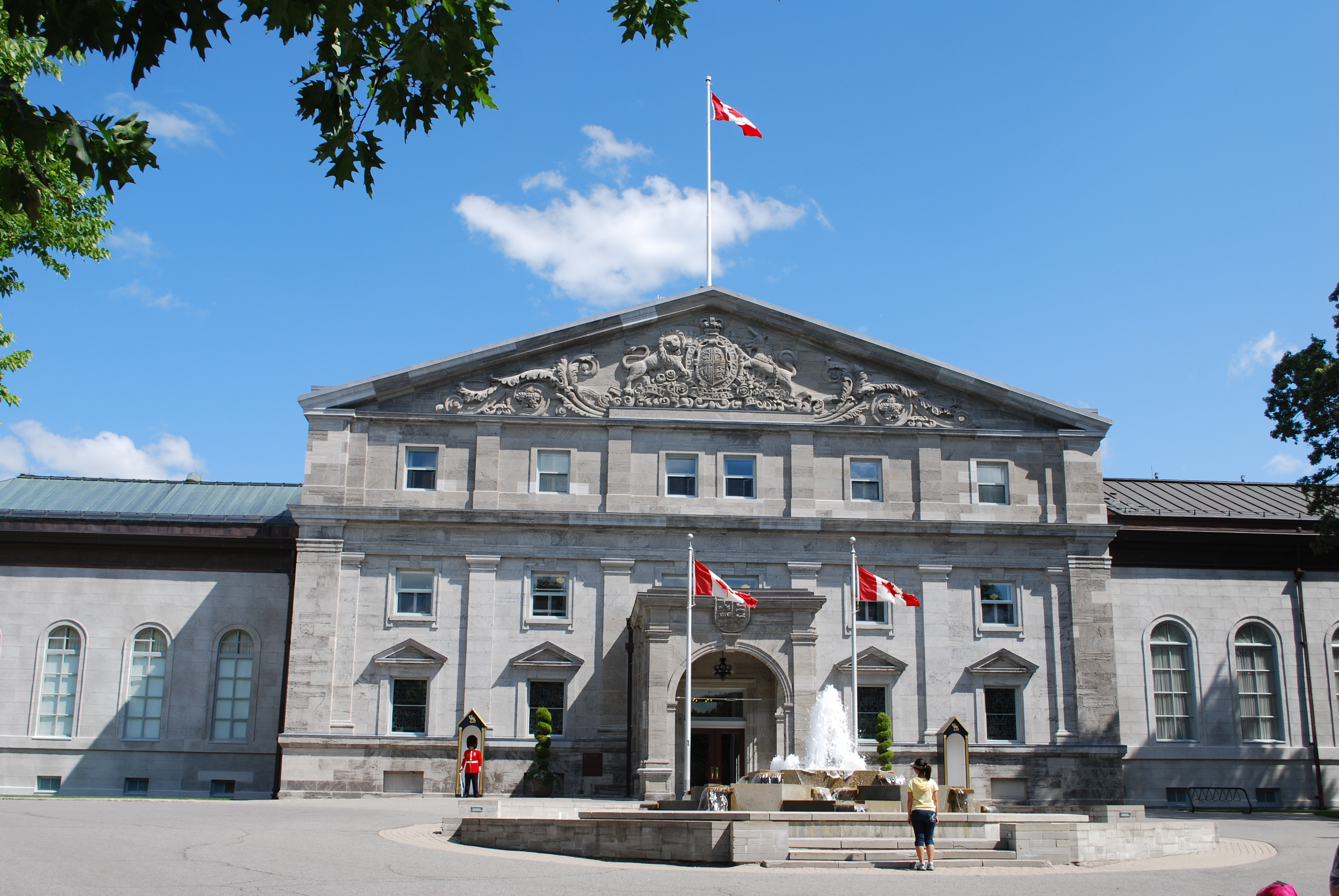
Rideau Hall – jeden z budynków rządowych w Kanadzie, na którego masztach w przypadku śmierci królowej zaplanowano wywieszenie flag z czarnym kirem, a przy głównym wejściu – wystawienie księgi kondolencyjnej

W Kanadzie przygotowania do tego, co wydarzy się w dniach po śmierci królowej, rozpoczęły się już w 2002 roku, podczas Złotego Jubileuszu Elżbiety II. W ich opracowaniu brali udział przedstawiciele Kanadyjskich Sił Zbrojnych, Kanadyjskiego Sekretarza Królowej, Kanadyjskiego Urzędu Tajnej Rady, członków biura Gubernatora Generalnego Kanady oraz członków biura Lorda Marszałka w Wielkiej Brytanii.
Cały personel gubernatora generalnego Kanady, prowincjonalnych gubernatorów poruczników i komisarzy terytorialnych, został zobowiązany do natychmiastowego założenia czarnych opasek na ramię i czarnych krawatów, w momencie otrzymania informacji o śmierci królowej przez rząd Kanady. Przy rządowych budynkach w Kanadzie zaplanowano wywieszenie flag z czarnym kirem, i opatrzenie portretów królowej czarną tkaniną. Założono umieszczenie przy wejściach do tych budynków ksiąg kondolencyjnych. Gubernatorowi generalnemu powierzono również wezwanie rządu Kanady do budynku parlamentu w Ottawie i ogłoszenie, że Kanada ma nowego „legalnego i prawowitego sługę”.
Podręcznik Oficjalnej Procedury Rządu Kanady mówi, że po śmierci królowej premier Kanady jest odpowiedzialny za zwołanie Parlamentu Kanady i złożenie specjalnej uchwały mówiącej o oddaniu czci następnemu monarsze Kanady i złożeniu kondolencji rodzinie królewskiej. Zaplanowano reprezentację kraju w Radzie Akcesyjnej przez Wysokiego Komisarza Kanady w Wielkiej Brytanii, a także zebranie Tajnej Rady Kanady w celu pełnienia przez nią równoważnej funkcji Rady Akcesyjnej dla Kanady.
Założono ogłoszenie publiczne śmierci suwerena za pośrednictwem CBC i Radio Canada (anglojęzycznego i frankofońskiego nadawcy publicznego), zawieszenie regularnego programu, wstrzymanie reklam, a także przestawienie wszystkich stacji telewizyjnych oraz radiowych CBC i Radio Canada na 24-godzinny format nadawania. Wyselekcjonowano grupę dziennikarzy CBC, gotowych stawić się w pracy przypadku śmierci królowej w czasie wakacji lub ważnych świąt.

#### Nowa Zelandia
Szefowi Ministerstwa Kultury i Dziedzictwa powierzono przedstawienie po śmierci królowej wykazu budynków rządowych i innych obiektów, które mają opuścić flagę Nowej Zelandii do połowy masztu. Zaplanowano salwę honorową składająca się z 21 salw armatnich oraz państwowe nabożeństwo żałobne, lecz decyzje dotyczące wydarzeń towarzyszących śmierci monarchy, a także protokół rządowy pozostawiono do określenia premierowi Nowej Zelandii.
Radio New Zealand (RNZ), państwowy nadawca radiowy, posiadał zestaw wytycznych i instrukcji w przypadku śmierci monarchy Nowej Zelandii. We wszystkich stacjach RNZ zaplanowano przerwę w regularnym programie, w celu ogłoszenia śmierci królowej. Instrukcja zabraniała także odtwarzania muzyki punk lub piosenek zespołu Queen w tym okresie.

## Implementacja planu
Operacja London Bridge weszła w życie 8 września 2022 wskutek śmierci królowej Elżbiety II w Zamku Balmoral, w związku z czym uzupełniona była o założenia Operacji Jednorożec (opracowanej na wypadek śmierci królowej w Szkocji). 
Choć według planu Dniem "D" (dniem zerowym) powinien być dzień śmierci królowej, to jednak fakt, że królowa zmarła w późnych godzinach popołudniowych sprawił, że zadecydowano się przesunąć operację, rozpoczynając wprowadzanie poszczególnych założeń planu dopiero kolejnego dnia, 9 września. Pozwoliło to przy okazji uniknąć sytuacji, w której 10 dzień operacji, w którym miał odbyć się pogrzeb, wypadłby w niedzielę. 
Wbrew założeniom planu, Karol III zdecydował się na ogłoszenie dnia pogrzebu dniem wolnym od pracy (bank holiday).
Choć królowa nie zmarła poza granicami Wielkiej Brytanii, do transportu jej trumny ze Szkocji do Anglii nie użyto pociągu jak wcześniej zakładano, lecz samolotu Royal Air Force, co było najprawdopodobniej spowodowane względami bezpieczeństwa.